# Hestiasula gyldenstolpei
Hestiasula gyldenstolpei är en bönsyrseart som beskrevs av Werner 1930. Hestiasula gyldenstolpei ingår i släktet Hestiasula och familjen Hymenopodidae. Inga underarter finns listade i Catalogue of Life.